# كلية العلوم (جامعة بني سويف)
كلية العلوم بجامعة بني سويف هي إحدى الكليات الرائدة في مصر، حيث تهدف إلى تقديم تعليم متميز وإجراء بحوث علمية متقدمة، مع التركيز على تأهيل طلابها لسوق العمل.

## التاريخ والتأسيس
تأسست كلية العلوم في بني سويف عام 1984 كفرع تابع لـ جامعة القاهرة، ثم أصبحت جزءًا من جامعة بني سويف المستقلة في عام 2005. منذ نشأتها، التزمت الكلية بتطوير إمكانياتها وقدراتها لتعزيز خبرات طلابها، معتمدةً على الكفاءات العلمية لأعضاء هيئتها التدريسية.

## الموقع
تقع الكلية داخل الحرم الجامعي الغربي عند مدخل مدينة بني سويف من الجهة الشمالية، بشارع صلاح سالم، مما يسهل الوصول إليها للطلاب وأعضاء هيئة التدريس.

## الأقسام الأكاديمية
تضم الكلية ستة أقسام رئيسية:
- قسم الكيمياء
- قسم الفيزياء
- قسم الرياضيات وعلوم الحاسب
- قسم النبات والميكروبيولوجي
- قسم علم الحيوان
- قسم الجيولوجيا

## البرامج التعليمية
تمنح الكلية درجة بكالوريوس في تخصصات متعددة، مثل الكيمياء، الفيزياء، علم الحيوان، علم النبات، الجيولوجيا، والرياضيات. كما توفر برامج دراسات عليا، تشمل درجات الماجستير والدكتوراه في مجالات متنوعة.

## الأنشطة البحثية والإنجازات
حققت الكلية إنجازات بحثية متميزة، حيث فاز مشروع بحثي من قسم النبات والميكروبيولوجي ضمن أفضل خمسة مشاريع على مستوى الجمهورية في مسابقة "Innovate Egypt" عام 2019. يهدف المشروع إلى إعادة استخدام مخلفات مصانع الخميرة كسماد حيوي لتعزيز نمو المحاصيل، كبديل آمن للأسمدة الكيميائية.

## تأهيل الطلاب لسوق العمل
تسعى الكلية لتأهيل طلابها لسوق العمل من خلال بروتوكولات تعاون مع مؤسسات صناعية. في هذا السياق، وقّعت الجامعة اتفاقية مع مجموعة "تيتان" للأسمنت لتدريب طلاب كلية العلوم عمليًا وميدانيًا في مجالات مثل الأمن الصناعي، إدارة المشروعات، والبيئة.

## تطوير البنية التحتية
في فبراير 2022، افتتح رئيس جامعة بني سويف مدرجًا مطورًا بكلية العلوم بالتعاون مع شركة "تيتان" للأسمنت، ضمن جهود تحسين البنية التحتية وتوفير بيئة تعليمية متقدمة للطلاب.

## الرؤية المستقبلية
تطمح الكلية إلى رفع المستوى العلمي والبحثي لطلابها من خلال تعزيز التفكير العلمي وتوفير بيئة تعليمية داعمة. كما تشارك في فعاليات ومؤتمرات، مثل مؤتمر تغير المناخ، لزيادة وعي الطلاب بالقضايا البيئية وتطوير مهاراتهم البحثية.

## إحصائيات
- عدد أعضاء هيئة التدريس: أكثر من 346 عضوًا.
- عدد الموظفين: أكثر من 136 موظفًا.
- عدد الطلاب: أكثر من 1795 طالبًا.